# Marcela Citterio
Marcela Laura Citterio (Buenos Aires, 12 luglio 1974) è una sceneggiatrice argentina.

## Biografia
Nata e cresciuta in Argentina, la Citterio cominciò a lavorare in televisione sul finire degli anni novanta, scrivendo la sceneggiatura della serie televisiva De corazón. A questa seguirono numerose altre telenovelas per le principali reti televisive argentine come Telefe e Canal 13.
Qualche anno dopo la Citterio raggiunse la notorietà internazionale ideando la telenovela per adolescenti Il mondo di Patty, che andò in onda per due stagioni e venne esportata con successo all'estero. Successivamente la Citterio scrisse alcune sceneggiature direttamente destinate a reti televisive estere, come ad esempio la serie Reina de corazones per il network statunitense Telemundo e la telenovela per ragazzi Chica vampiro per la televisione colombiana. Anche quest'ultima telenovela ottenne un certo successo a livello internazionale e da essa venne tratto uno spettacolo teatrale itinerante.  È autrice anche di Heidi Bienvenida.

## Televisione

### Sceneggiatrice
- Un hermano es un hermano (Argentina, 1994-1995)
- Gino (Argentina, 1996)
- De corazón (Argentina, 1997-1998)
- Como vos & yo (Argentina, 1998-1999)
- La nocturna (Argentina, 1999)
- Los buscas de siempre (Argentina, 2000)
- Los médicos (de hoy) (Argentina, 2000)
- PH (Argentina, 2001)
- Maridos a domicilio (Argentina, 2002)
- Los pensionados (Argentina, 2004)
- Panadería "Los Felipe" (Argentina, 2004)
- Amor en custodia (Argentina, 2005)
- Se dice amor (Argentina, 2005-2006)
- Bellezas indomables (Messico, 2007)
- Il mondo di Patty (Patito Feo) (Argentina, 2007-2008)
- Tengo todo excepto a ti (Messico, 2008)
- Incorreggibili (Consentidos) (Argentina, 2009-2010)
- Salvador de mujeres (Colombia/Venezuela, 2010)
- Aurora (Stati Uniti d'America, 2010-2011)
- Corazón valiente (Stati Uniti d'America, 2012)
- Chica vampiro (Colombia, 2013) - cameo; non accreditato
- Reina de corazones (Stati Uniti d'America, 2014)
- Io sono Franky (Yo soy Franky) (Colombia 2015-2016)
- Heidi Bienvenida (Heidi, Bienvenida a casa) (Argentina 2017)

### Remake
- Amores verdaderos (Messico 2012-2013) (remake di Amor en custodia) di Kary Fajer, Ximena Suárez, Alberto Gómez, Alejandro Orive, Gerardo Luna e Julián Aguilar
- Amor en custodia (Colombia 2009-2010) (remake di Amor en custodia) di Julio Castañeda
- Atrévete a soñar (Messico 2009-2010) (remake di Il mondo di Patty) di Martha Oláiz e Guenia Argomedo
- Amor en custodia (Messico 2005-2006) (remake di Amor en custodia) di Marcela Citterio e Bethel Flores